# أحمد عاطف
أحمد عاطف مهران محمد الشهير ( أحمد عاطف ) (مواليد 21 مارس 1998) هو لاعب كرة قدم يلعب كمهاجم في نادي فيوتشر اف سى وهو من ناشئى نادى وادى دجلة وفي عام 2020 انتقل على سبيل الإعارة إلى نادى لإرجوتليس اليوناني ثم عاد إلى وادى دجلة في عام 2021 وتالق بشدة في الدورى المصرى موسم 2020 / 2021
ثم ينتقل على سبيل الإعارة إلى نادى فيوتشر اف سى المصرى 